# Tempio di Venere Ericina (Campidoglio)
Il Tempio di Venere Ericina era uno dei due templi di Roma antica dedicati a Venere Ericina; questo tempio era situato sul Campidoglio, a fianco dell'Aedes Mentis, dal quale era separato da uno stretto passaggio.

## Storia
Secondo quanto ci tramanda Tito Livio, come indicato dai Libri Sibillini, nel 217 a.C. il dittatore Quinto Fabio Massimo Verrucoso fece voto di erigere un tempio dedicato a Venere Ericina a seguito della sconfitta del Lago Trasimeno. Il tempio fu dedicato a Venere Ericina nel 215 a.C., quando Fabio Massimo era duumviro.
Il culto di Venere Ericina fu introdotto a Roma dopo la conquista dell'elima Erice, dove era importante il culto della Venere locale (da cui l'appellativo di Ericina) già descritto da Diodoro Siculo (questi narra l'arrivo di Liparo, figlio di Ausone, alle Isole Eolie, aggiungendo che i Sicani «abitavano le alte vette dei monti e adoravano Venere Ericina»).
Questo tempio potrebbe essere lo stesso noto in età imperiale con il nome di Aedes Capitolina Veneris, in cui Livia dedicò una statua raffigurante un figlio infante di Germanico e Galba offrì una collana di pietre preziose.

## Descrizione
Il tempio sorgeva sul Campidoglio nell'angolo sudorientale sovrastante la Rupe Tarpea, in un'area densamente edificata con edifici religiosi. Sorgeva fra il tempio di Opi e l'Aedes Mentis, anch'esso votato da Quinto Fabio Massimo.
I templi di Venere e Mens erano separati da un canale fognario. 
Il tempio aveva forma circolare.
| Planimetria del Campidoglio antico |
| --- |
| Area capitolina Arx Forum Romanum Fori Imperiali Velabro Tempio di Giove capitolino Tabularium Tempio di Giunone Moneta Teatro di Marcello Forum Holitorium Tempio di Bellona Tempio di Giove Feretrio Tempio di Veiove Auguraculum Iseum Tempio di Giove Custode (?) Tempio della Concordia (?) Tempio di Giove Conservatore Altare Tensarum Tempio di Giove Tonante Clivus Capitolinus Centus Gradus Porta Pandana Tempio di Giano Tempio di Giunone Sospita Tempio di Spes Tempio di Augusto Asylum Inter duos lucos Vico Giugario Campo di Marte Portico degli Dei Consenti Tempio di Vespasiano Tempio della Concordia Tullianum Clivus Argentarius Tempio di Venere Ericina Tempio di Mens (?) Tempio di Fides (?) Tempio di Ops (?) Arco di Scipione Tempio di Saturno Basilica Giulia |